# F型主序星

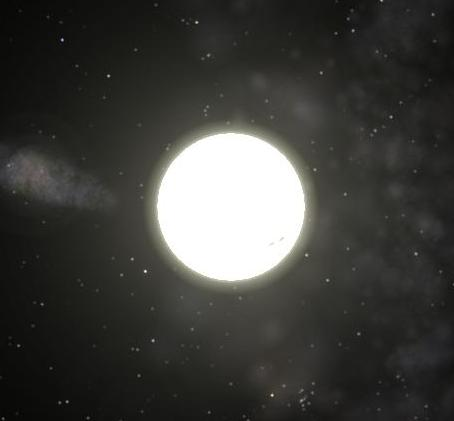

F型主序星（F V），通常也稱為黃白矮星，是光譜類型為F，光度分類為V的主序星（燃燒氫）的恆星。太阳系附近的F型主序星占比约为3%左右。這一類恆星的質量是太陽的1—1.4倍，表面溫度在6,000—7,600K之間，表VII和VIII.。这个温度范围使F型恒星呈现出黄白色的色调，因而得名。适用的例子包括南河三A和東上相（室女座γ）A和B。

## 宜居性

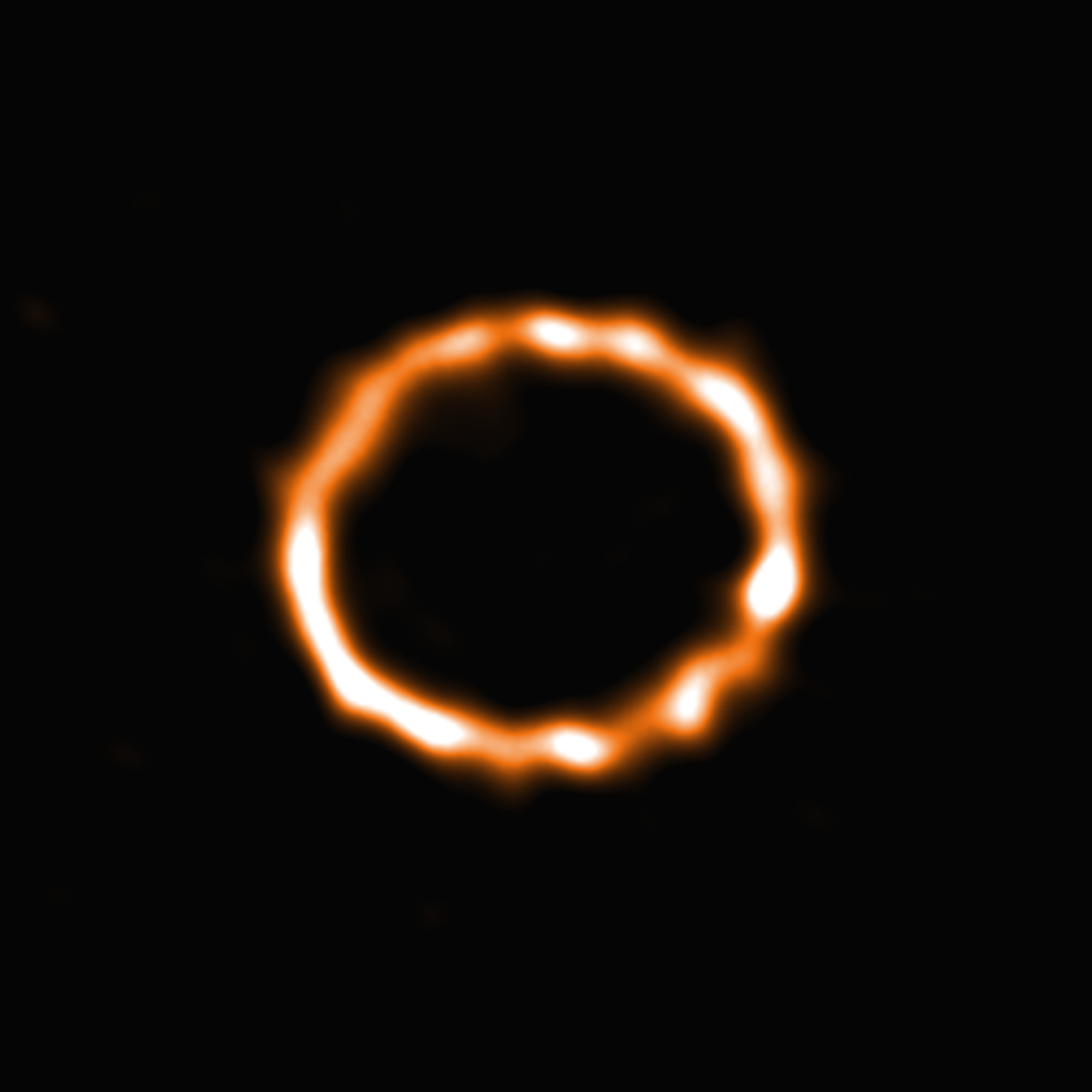
F型恆星周圍的碎片盤

目前的一些研究表明，生命亦可能在围绕F型恒星运行的行星上发展。一颗相对较热的F0恒星的宜居带会从大约2.0个天文單位延伸到3.7个天文单位；而对于一颗相对较低温的F8恒星，宜居带则位于1.1至2.2个天文单位之间。不同于G型恒星，在此处假设生命形式所要面对的主要难题是更强烈的光线辐射和更短的恒星寿命。由于F型恒星会发出更高能量的光线，例如远超G型恒星的紫外线辐射。因此从长远来看，这会对DNA分子产生深远的负面影响，从而阻碍生命的延续。然而，如果处于宜居带的行星恰好拥有一层稠密的大气和臭氧圈，那么理论上生命可以在星球表面得到发展，只是生存空间可能不得不局限于海洋的深处。此外，考虑到F型恒星的寿命通常在20亿年到80亿年左右，生命的进化机遇亦大幅缩短了，客观上增加了生物演化发展的难度。